# Geographic Names Information System
Geographic Names Information System (GNIS) – baza danych zawierająca nazwy i lokalizację ponad dwóch milionów fizycznych i kulturowych obiektów geograficznych (istniejących aktualnie oraz historycznych) zlokalizowanych na obszarze Stanów Zjednoczonych i ich terytoriów stowarzyszonych. Każdy obiekt ma przyporządkowaną nazwę, stan, hrabstwo, mapę topograficzną USGS oraz współrzędne geograficzne oraz unikalny numer identyfikacyjny. Mogą być również podane nazwy nieoficjalne, klasy obiektów oraz ich opis i historia.
GNIS został stworzony przez United States Geological Survey przy współpracy z United States Board on Geographic Names w celu standaryzacji nazw obiektów geograficznych. Jest to oficjalna baza nazw wykorzystywana przez rząd federalny i jego agencje, m.in. przy tworzeniu map. GNIS jest zintegrowany z bazą hydrologiczną National Hydrography Dataset (NHD).